# Dieta sem glúten e sem caseína
A dieta sem glúten e sem caseína (em inglês:  Gluten-free casein-free diet (GFCF)), também conhecida como dieta sem leite e sem glúten (em inglês:  Gluten-free dairy-free diet (GFDF)), é uma dieta que não inclui as proteínas glúten (encontrada com mais frequência no trigo, cevada e centeio), e caseína (encontrada com mais frequência no leite e produtos lácteos).
Apesar da ausência de evidências científicas, houve defensores do uso dessa dieta como tratamento para o autismo e condições relacionadas.

## Usos

### Autismo
A maioria das evidências disponíveis não apoia o uso dessa dieta no tratamento do autismo.
- Academia Americana de Pediatria – No Relatório Clínico de 2007, a AAP não recomendou o uso de dietas especiais para crianças com transtorno do espectro do autismo devido a evidências inadequadas.[5]
- Cochrane Library – Na análise "Dietas sem glúten e caseína no transtorno do espectro autista (2008)", a Cochrane descobriu que, embora as evidências que apoiam as dietas de crianças com autismo fossem comumente usadas, eram fracas.[2] Todos os estudos a partir de 2006 tiveram problemas com eles.[1]
- Research in Autism Spectrum Disorders – Na análise "Dietas sem glúten e sem caseína no tratamento de distúrbios do espectro do autismo: Uma revisão sistemática (2009)" concluiu-se que os resultados:

"revelam que o atual corpus de pesquisa não suporta o uso de dietas GFCF no tratamento da TEA. Dada a falta de apoio empírico e as consequências adversas frequentemente associadas às dietas GFCF (por exemplo, estigmatização, desvio de recursos de tratamento e espessura cortical óssea reduzida), essas dietas devem ser implementadas apenas no caso de uma criança com TEA experimentar mudanças comportamentais agudas, aparentemente associadas a mudanças na dieta [...] e/ou uma criança ter alergias ou intolerâncias alimentares ao glúten e/ou caseína".
- Vanderbilt Evidence-based Practice Center – Na análise "Terapias para Crianças com Transtorno do Espectro Autista (2011)", encomendada pela Agência de Pesquisa e Qualidade em Saúde, concluiu-se que "as evidências que apoiam as dietas GFCF no TEA são limitadas e fracas".[7]
- Clinical Therapeutics – Na análise "A relação do autismo ao glúten (2013)", foi feito um estudo duplo-cego que não encontrou nenhum benefício com a dieta sem glúten, e concluiu que "atualmente, não há evidências suficientes para apoiar a dieta sem glúten como tratamento para o autismo".[8]
- Journal of Child Neurology – Na análise "Evidências da Dieta Sem Glúten e Sem Caseína nos Transtornos do Espectro Autista: Uma Revisão Sistemática (2014)", constatou-se que "as evidências sobre esse tópico são atualmente limitadas e fracas". Observou-se que apenas alguns estudos randomizados foram realizados sobre a eficácia de dietas sem glúten como tratamento do autismo. A análise observou também que mesmo esses ensaios eram de mérito científico questionável porque eram baseados em pequenas amostras.[9]
- Current Opinion in Clinical Nutrition & Metabolic Care – Na análise "Dietas sem glúten e sem caseína na terapia do autismo (2015)", foram encontradas evidências "limitadas e fracas" de que essa dieta é eficaz como tratamento para o autismo, observando que a maioria dos estudos que foram feitos para avaliar sua eficácia são "seriamente falhos".[10]
- Autism Research Institute – O Autism Research Institute recomenda a dieta GFCF/GFDF como tratamento para o autismo e condições relacionadas.[1][2] A organização acredita que "a intervenção dietética é a pedra angular de uma abordagem médica baseada em evidências, e há evidências empíricas convincentes de que dietas especiais ajudam muitos no autismo".[11]

## Segurança
A dieta pode ter um efeito negativo sobre a saúde óssea, embora haja um debate sobre se isso é realmente devido à dieta ou causado por problemas associados ao autismo.

## Mecanismo
Nos anos 60, Curtis Dohan especulou que a baixa incidência de esquizofrenia em certas sociedades das Ilhas do Pacífico Sul era resultado de uma dieta pobre em alimentos à base de trigo e leite. Dohan propôs uma doença genética em que os indivíduos são incapazes de metabolizar completamente o glúten e a caseína como uma possível causa da esquizofrenia. Dohan levantou a hipótese de que níveis elevados de peptídeos desse metabolismo incompleto poderiam ser responsáveis por comportamentos esquizofrênicos. Em 1979, Jaak Panksepp propôs uma conexão entre autismo e opiáceos, observando que injeções de pequenas quantidades de opiáceos em jovens animais de laboratório induzem sintomas semelhantes aos observados em crianças autistas.
A possibilidade de uma relação entre autismo e o consumo de glúten e caseína foi articulada pela primeira vez por Kalle Reichelt em 1991. Com base em estudos que mostram correlação entre autismo, esquizofrenia e níveis aumentados de peptídeo urinário, Reichelt supôs que alguns dos esses peptídeos podem ter um efeito opiáceo. Isso levou ao desenvolvimento da teoria do excesso de opioides, exposta por Paul Shattock e outros, que especula que peptídeos com atividade opioide cruzam a corrente sanguínea a partir do lúmen do intestino e depois para o cérebro. Especula-se que esses peptídeos se originam da digestão incompleta de certos alimentos, em particular glúten do trigo e de outros cereais e da caseína do leite e dos produtos lácteos. Além disso trabalho confirmou péptidos opioides, tais como casomorfinas (a partir de caseína), exorfinas do glúten e gliadorfina (a partir de glúten) como possíveis suspeitos, devido à sua semelhança química para os opiáceos.
Reichelt levantou a hipótese de que a exposição a longo prazo a esses peptídeos opiáceos pode ter efeitos sobre a maturação cerebral e contribuir para o constrangimento e isolamento social. Com base nisso, Reichelt e outros propuseram uma dieta livre de glúten e caseína para quem sofre de autismo, a fim de minimizar o acúmulo de peptídeos opiáceos. Reichelt também publicou uma série de ensaios e análises concluindo que esta dieta é eficaz.

## Implementação prática
A implementação de uma dieta GFCF envolve a remoção de todas as fontes de glúten e caseína da dieta de uma pessoa. O glúten é encontrado em todos os produtos que contêm trigo, centeio e cevada. Muitos pães, massas e lanches sem glúten estão disponíveis comercialmente. Os livros de receitas sem glúten estão disponíveis há décadas. A caseína é encontrada em produtos lácteos, como leite, manteiga ou queijo, mas também está presente em quantidades menores em muitos produtos lácteos substitutos, como substitutos de queijo vegetariano e cobertura de chantili, que usam caseína para fornecer textura. Embora os defensores da dieta GFCF frequentemente recomendem a eliminação total de laticínios da dieta, a proteína de soro de leite é uma proteína de leite diferente da caseína.[carece de fontes?]